# Nabawan
Huyện Nabawan là một huyện thuộc bang Sabah của Malaysia. Huyện Nabawan có dân số thời điểm năm 2010 ước tính khoảng 31633 người.